# Daphné Tamage
Daphné Tamage, nom de plume de Daphné Taillieu, est une romancière belge née à Etterbeek en 1992.

## Biographie
Daphné Taillieu est née le 30 mars 1992 à Bruxelles. Elle est diplômée en réalisation cinéma à l’Institut des Arts de Diffusion (IAD) et en écriture contemporaine à l'École nationale supérieure des arts visuels de La Cambre.

## Publications
Le premier roman de Daphne Tamage intitulé A la recherche d'Alfred Hayes est paru en 2022 aux éditions Maurice Nadeau. Il raconte les tribulations d'une jeune autrice sur les traces d'Alfred Hayes, un auteur mythique,,.
En 2024, elle publie chez Stock Le retour de Saturne, récit humoristique de la cure de désintoxication affective et sexuelle d'une amoureuse incorrigible,,. Le roman est retenu parmi les finalistes du Prix de Flore 2024.
En 2025, elle publie la nouvelle Fårö, dans la collection "Vrille" de Zone Critique. 